# Chthoneis trapezicollis
Chthoneis trapezicollis es un coleóptero de la familia Chrysomelidae.
Fue descrita científicamente en 1958 por Bechyne.